# عطيفة مستقيمة
عطيفة مستقيمة (بالإنجليزية: Campylobacter rectus)‏ هي نوع من البكتيريا، سلبية الغرام، تتبع العطيفة.